# Godroniopsis
Godroniopsis is een geslacht van schimmels uit de orde Helotiales.

## Soorten
Volgens Index Fungorum telt het geslacht twee soorten (peildatum september 2023):
| Soortnaam            | Auteur(s)                    | Publicatiejaar |
| -------------------- | ---------------------------- | -------------- |
| Godroniopsis peckii  | (Sacc. & P. Syd.) J.K. Stone | 2014           |
| Godroniopsis quernea | (Schwein.) Diehl & E.K. Cash | 1929           |